# Illustrious-klass
Illustrious-klass bestod av hangarfartygen Illustrious (1939), Victorious (1939), Formidable (1939), Indomitable (1940), Implacable (1942), Indefatigable (1942). Fartygen tog ursprungligen 36 flygplan, detta utökades senare till 54 flygplan.